# Baltazar Costa Rodrigues de Oliveira
Baltazar Costa Rodrigues de Oliveira (Jaraguá, Brasil, 6 de mayo del 2000) es un futbolista brasileño. Su posición es mediocampista y su actual club es el FC Sion de la Superliga de Suiza.

## Estadísticas

### Clubes
Actualizado al último partido jugado el 18 de febrero de 2023.
| Vila Nova F. C. · Brasil                                                                                                  | 2.ª                 | 2018                | 0  | 0 | 4  | 0 | - | - | 4  | 0 | 0.00 |
| Vila Nova F. C. · Brasil                                                                                                  | Total               | Total               | 0  | 0 | 4  | 0 | 0 | 0 | 4  | 0 | 0.00 |
| FC Sion · Suiza | 1.ª                 | 2018-19             | 9  | 0 | 2  | 0 | - | - | 11 | 0 | 0.00 |
| FC Sion · Suiza | 1.ª                 | 2019-20             | 12 | 1 | 2  | 0 | - | - | 14 | 1 | 0.07 |
| FC Sion · Suiza | 1.ª                 | 2020-21             | 19 | 2 | 2  | 0 | - | - | 21 | 2 | 0.11 |
| FC Sion · Suiza | 1.ª                 | 2021-22             | 25 | 2 | 1  | 0 | - | - | 26 | 2 | 0.08 |
| FC Sion · Suiza | 1.ª                 | 2022-23             | 18 | 0 | 1  | 0 | - | - | 19 | 0 | 0.00 |
| FC Sion · Suiza | Total               | Total               | 83 | 5 | 8  | 0 | 0 | 0 | 91 | 5 | 0.07 |
| Total en su carrera | Total en su carrera | Total en su carrera | 83 | 5 | 12 | 0 | 0 | 0 | 95 | 5 | 0.07 |
| (1) Incluye datos de Copa Suiza. (2) Incluye datos de Liga Europa de la UEFA. (3) No incluye goles en partidos amistosos. |                     |                     |    |   |    |   |   |   |    |   |      |